# Ursberg
Ursberg è un comune tedesco di 3 504 abitanti, situato nel land della Baviera.